# Divna Veković
Divna Veković, född 1886, död 1944, var en montenegrinsk läkare.
Hon är känd som den första kvinnliga läkaren i Montenegro.
Hon tog examen som läkare vid Sorbonne 1907. Hon var verksam som militärläkare vid fronten under första världskriget. Hon översatte också dikter från serbiska till franska. 